# Ökölvívás az 1988. évi nyári olimpiai játékokon
Az 1988. évi nyári olimpiai játékokon az ökölvívásban 12 súlycsoportban avattak olimpiai bajnokot. A küzdelmek egyenes kieséses rendszerben zajlottak, és mindkét elődöntő vesztese bronzérmet kapott. A legtechnikásabb ökölvívónak kiosztott Val Barker-díjat az amerikai Roy Jones kapta.

## Éremtáblázat
(Magyarország és a rendező ország csapata eltérő háttérszínnel, az egyes számoszlopok legmagasabb értéke illetve értékei vastagítással kiemelve.)
| Az 1988. évi nyári olimpiai játékok éremtáblázata ökölvívásban | Az 1988. évi nyári olimpiai játékok éremtáblázata ökölvívásban | Az 1988. évi nyári olimpiai játékok éremtáblázata ökölvívásban | Az 1988. évi nyári olimpiai játékok éremtáblázata ökölvívásban | Az 1988. évi nyári olimpiai játékok éremtáblázata ökölvívásban | Olimpia  |
| -------------------------------------------------------------- | -------------------------------------------------------------- | -------------------------------------------------------------- | -------------------------------------------------------------- | -------------------------------------------------------------- | -------- |
|                                                                | Ország                                                         | Arany                                                          | Ezüst                                                          | Bronz                                                          | Összesen |
| 1.                                                             | Egyesült Államok (USA)                                         | 3                                                              | 3                                                              | 2                                                              | 8        |
| 2.                                                             | Dél-Korea (KOR)                                                | 2                                                              | 1                                                              | 1                                                              | 4        |
| 3.                                                             | NDK (GDR)                                                      | 2                                                              | 1                                                              | 0                                                              | 3        |
| 4.                                                             | Szovjetunió (URS)                                              | 1                                                              | 1                                                              | 2                                                              | 4        |
| 5.                                                             | Kanada (CAN)                                                   | 1                                                              | 1                                                              | 1                                                              | 3        |
| 6.                                                             | Bulgária (BUL)                                                 | 1                                                              | 1                                                              | 0                                                              | 2        |
| 7.                                                             | Kenya (KEN)                                                    | 1                                                              | 0                                                              | 1                                                              | 2        |
| 8.                                                             | Olaszország (ITA)                                              | 1                                                              | 0                                                              | 0                                                              | 1        |
|                                                                |                                                                |                                                                |                                                                |                                                                |          |
| 9.                                                             | Svédország (SWE)                                               | 0                                                              | 1                                                              | 1                                                              | 2        |
| 10.                                                            | Ausztrália (AUS)                                               | 0                                                              | 1                                                              | 0                                                              | 1        |
| 10.                                                            | Franciaország (FRA)                                            | 0                                                              | 1                                                              | 0                                                              | 1        |
| 10.                                                            | Románia (ROU)                                                  | 0                                                              | 1                                                              | 0                                                              | 1        |
|                                                                |                                                                |                                                                |                                                                |                                                                |          |
| 13.                                                            | Lengyelország (POL)                                            | 0                                                              | 0                                                              | 4                                                              | 4        |
| 14.                                                            | Fülöp-szigetek (PHI)                                           | 0                                                              | 0                                                              | 1                                                              | 1        |
| 14.                                                            | Hollandia (NED)                                                | 0                                                              | 0                                                              | 1                                                              | 1        |
| 14.                                                            | Jugoszlávia (YUG)                                              | 0                                                              | 0                                                              | 1                                                              | 1        |
| 14.                                                            | Kolumbia (COL)                                                 | 0                                                              | 0                                                              | 1                                                              | 1        |
| 14.                                                            | Magyarország (HUN)                                             | 0                                                              | 0                                                              | 1                                                              | 1        |
| 14.                                                            | Marokkó (MAR)                                                  | 0                                                              | 0                                                              | 1                                                              | 1        |
| 14.                                                            | Mexikó (MEX)                                                   | 0                                                              | 0                                                              | 1                                                              | 1        |
| 14.                                                            | Mongólia (MGL)                                                 | 0                                                              | 0                                                              | 1                                                              | 1        |
| 14.                                                            | Nagy-Britannia (GBR)                                           | 0                                                              | 0                                                              | 1                                                              | 1        |
| 14.                                                            | NSZK (FRG)                                                     | 0                                                              | 0                                                              | 1                                                              | 1        |
| 14.                                                            | Pakisztán (PAK)                                                | 0                                                              | 0                                                              | 1                                                              | 1        |
| 14.                                                            | Thaiföld (THA)                                                 | 0                                                              | 0                                                              | 1                                                              | 1        |
|                                                                |                                                                |                                                                |                                                                |                                                                |          |
| Összesen                                                       | Összesen                                                       | 12                                                             | 12                                                             | 24                                                             | 48       |

Az éremtáblázatot jelentősen módosította, hogy a kubai versenyzők nem vettek részt az olimpián, így pl. a toronymagasan esélyes Félix Savón sem. Végül a nehézsúlyú bajnok az általa az olimpia előtt néhány hónappal az USA–Kuba viadalon legyőzött amerikai Ray Mercer lett.

## Érmesek
| Az 1988. évi nyári olimpiai játékok érmesei ökölvívásban |                                                  |                                                |                                               |
| Versenyszám                                              | Arany                                            | Ezüst                                          | Bronz                                         |
| Szupernehézsúly                                          | Lennox Lewis · Kanada (CAN)                      | Riddick Bowe · Egyesült Államok (USA)          | Alekszandr Mirosnyicsenko · Szovjetunió (URS) |
| Szupernehézsúly                                          | Lennox Lewis · Kanada (CAN)                      | Riddick Bowe · Egyesült Államok (USA)          | Janusz Zarenkiewicz · Lengyelország (POL)     |
| Nehézsúly                                                | Ray Mercer · Egyesült Államok (USA)              | Pek Hjonman (Baek Hyeon-Man) · Dél-Korea (KOR) | Andrzej Gołota · Lengyelország (POL)          |
| Nehézsúly                                                | Ray Mercer · Egyesült Államok (USA)              | Pek Hjonman (Baek Hyeon-Man) · Dél-Korea (KOR) | Arnold Vanderlyde · Hollandia (NED)           |
| Félnehézsúly                                             | Andrew Maynard · Egyesült Államok (USA)          | Nurmagomed Sanavazov · Szovjetunió (URS)       | Damir Škaro · Jugoszlávia (YUG)               |
| Félnehézsúly                                             | Andrew Maynard · Egyesült Államok (USA)          | Nurmagomed Sanavazov · Szovjetunió (URS)       | Henryk Petrich · Lengyelország (POL)          |
| Középsúly                                                | Henry Maske · NDK (GDR)                          | Egerton Marcus · Kanada (CAN)                  | Chris Sande · Kenya (KEN)                     |
| Középsúly                                                | Henry Maske · NDK (GDR)                          | Egerton Marcus · Kanada (CAN)                  | Syed Hussain Shah · Pakisztán (PAK)           |
| Nagyváltósúly                                            | Pak Sihon (Park Si-Heon) · Dél-Korea (KOR)       | Roy Jones · Egyesült Államok (USA)             | Ray Downey · Kanada (CAN)                     |
| Nagyváltósúly                                            | Pak Sihon (Park Si-Heon) · Dél-Korea (KOR)       | Roy Jones · Egyesült Államok (USA)             | Richie Woodhall · Nagy-Britannia (GBR)        |
| Váltósúly                                                | Robert Wangila · Kenya (KEN)                     | Laurent Boudouani · Franciaország (FRA)        | Jan Dydak · Lengyelország (POL)               |
| Váltósúly                                                | Robert Wangila · Kenya (KEN)                     | Laurent Boudouani · Franciaország (FRA)        | Kenneth Gould · Egyesült Államok (USA)        |
| Kisváltósúly                                             | Vjacsaszlav Janovszki · Szovjetunió (URS)        | Grahame Cheney · Ausztrália (AUS)              | Lars Myrberg · Svédország (SWE)               |
| Kisváltósúly                                             | Vjacsaszlav Janovszki · Szovjetunió (URS)        | Grahame Cheney · Ausztrália (AUS)              | Reiner Gies · NSZK (FRG)                      |
| Könnyűsúly                                               | Andreas Zülow · NDK (GDR)                        | George Cramne · Svédország (SWE)               | Nergüin Enkhbat · Mongólia (MGL)              |
| Könnyűsúly                                               | Andreas Zülow · NDK (GDR)                        | George Cramne · Svédország (SWE)               | Romallis Ellis · Egyesült Államok (USA)       |
| Pehelysúly                                               | Giovanni Parisi · Olaszország (ITA)              | Daniel Dumitrescu · Románia (ROU)              | I Dzsehjok (Lee Jae-Hyeok) · Dél-Korea (KOR)  |
| Pehelysúly                                               | Giovanni Parisi · Olaszország (ITA)              | Daniel Dumitrescu · Románia (ROU)              | Abdelhak Achik · Marokkó (MAR)                |
| Harmatsúly                                               | Kennedy McKinney · Egyesült Államok (USA)        | Alekszandar Hrisztov · Bulgária (BUL)          | Jorge Julio · Kolumbia (COL)                  |
| Harmatsúly                                               | Kennedy McKinney · Egyesült Államok (USA)        | Alekszandar Hrisztov · Bulgária (BUL)          | Phajol Moolsan · Thaiföld (THA)               |
| Légsúly                                                  | Kim Gvangszon (Kim Gwang-Seon) · Dél-Korea (KOR) | Andreas Tews · NDK (GDR)                       | Mario González · Mexikó (MEX)                 |
| Légsúly                                                  | Kim Gvangszon (Kim Gwang-Seon) · Dél-Korea (KOR) | Andreas Tews · NDK (GDR)                       | Timofei Scriabin · Szovjetunió (URS)          |
| Papírsúly                                                | Ivajlo Marinov · Bulgária (BUL)                  | Michael Carbajal · Egyesült Államok (USA)      | Leopoldo Serantes · Fülöp-szigetek (PHI)      |
| Papírsúly                                                | Ivajlo Marinov · Bulgária (BUL)                  | Michael Carbajal · Egyesült Államok (USA)      | Isaszegi Róbert · Magyarország (HUN)          |

## Magyar szereplés
- Isaszegi Róbert bronzérmet szerzett papírsúlyban.